# Liste der Gottesdienstkantaten Telemanns/K
Dies ist eine Teilliste der Kantaten Georg Philipp Telemanns für den gottesdienstlichen Gebrauch mit dem Anfangsbuchstaben „K“ (TVWV 1:989a – 1:1020). Sie ist in die Liste der Gottesdienstkantaten Telemanns eingebunden und sollte auch dort gelesen werden, um den Gesamtüberblick und die Funktion der Sortierbarkeit nach verschiedenen Kriterien über die Gesamtliste nutzen zu können.
| TVWV     | Titel                                                | Jahrgang                                      | Textdichter                   | erste Aufführung | Sonntag/Festtag im Kirchenjahr/Anlass | Besetzung                                   | Anmerkung                                                     | Noten                                | RISM                                                                                             |
| -------- | ---------------------------------------------------- | --------------------------------------------- | ----------------------------- | ---------------- | ------------------------------------- | ------------------------------------------- | ------------------------------------------------------------- | ------------------------------------ | ------------------------------------------------------------------------------------------------ |
| 01:989a  | Kann euch dieser Donnerschlag                        | Geistliche Arien                              | Johann Friedrich Helbig       | 1727             | 26. Sonntag nach Trinitatis           | Stimme solo, Vl, Va, Bc                     | vollständige Kantate siehe 1:1671 [verschollen]               |                                      |                                                                                                  |
| 01:990   | Kann man auch Trauben lesen von den Dornen           | Harmonisches Lob Gottes                       | Johann Friedrich Helbig       | 1726/27          | 8. Sonntag nach Trinitatis            | SATB, 2 Ob, 2 Vl, Va, Vc, Bc                |                                                               | Ms. Ff. Mus. 1215                    | RISM ID: 450004499                                                                               |
| 01:991   | Kaum ist der Heiland auf der Erden                   |                                               |                               |                  | Neujahr                               | Bass solo, 2 Vl, Va, Cb, Bc                 |                                                               |                                      | RISM ID: 230001334                                                                               |
| 01:992   | Kaum wag ich es, dir, Richter, mich zu nah’n         |                                               | Johann Joachim Eschenburg     |                  | 19. Sonntag nach Trinitatis           | SATB, 2 Vl, Va, Vc, Bc                      |                                                               |                                      | RISM ID: 452513311 RISM ID: 225004257                                                            |
| 01:992a  | Kehret wieder, ihr Verirrten                         | Geistliche Arien                              | Johann Friedrich Helbig       | 1727             | 3. Pfingsttag                         | Stimme solo, Vl, Va, Bc                     | vollständige Kantate siehe 1:463 [verschollen]                |                                      |                                                                                                  |
| 01:992b  | Kehre wieder, hoch geliebter Sulamith                | Geistliche Arien                              | Johann Friedrich Helbig       | 1727             | 1. Sonntag nach Epiphanias            | Stimme solo, Vl, Va, Bc                     | vollständige Kantate siehe 1:1716                             |                                      |                                                                                                  |
| 01:993   | Kein Hirte kann so fleissig gehen                    |                                               |                               |                  | 3. Sonntag nach Trinitatis            | Bass solo, SATB, 2 Vl, Bc                   |                                                               |                                      | RISM ID: 702001248                                                                               |
| 01:deest | Kein Mensch, der auch von Hertzen gern               | Lied-Jahrgang                                 | Erdmann Neumeister            | 1743/44          | 6. Sonntag nach Trinitatis            |                                             | [verschollen]                                                 |                                      |                                                                                                  |
| 01:994   | Kein Vogel kann im weiten Fliegen                    | Harmonischer Gottes-Dienst                    | Matthäus Arnold Wilckens      | 1725/26          | 10. Sonntag nach Trinitatis           | Stimme solo, Qfl, Bc                        |                                                               | gs11-08-2-11m IMSLP                  | RISM ID: 702000959 RISM ID: 190017431 RISM ID: 240004948 RISM ID: 150205428                      |
| 01:995   | Kein Zepter, keine Krone eucht er                    |                                               |                               | 1758/59          | 1. Sonntag nach Epiphanias            |                                             | [verschollen]                                                 |                                      |                                                                                                  |
| 01:996   | Kinder, es ist die letzte Stunde                     | Geistliches Singen und Spielen                | Erdmann Neumeister            | 1710/11          | 27. Sonntag nach Trinitatis           |                                             | [verschollen]                                                 |                                      |                                                                                                  |
| 01:997   | Kinder, es ist die letzte Stunde                     | 1. Lingenscher Jahrgang                       | Hermann Ulrich von Lingen     | 1721/22          | 8. Sonntag nach Trinitatis            | SATB, 2 Ob, 2 Vl, Va, Vc, Bc                |                                                               | Ms. Ff. Mus. 1216                    | RISM ID: 450004500 RISM ID: 1001004659 RISM ID: 1001004621                                       |
| 01:998   | Kommet herzu, lasset uns dem Herrn frohlocken        | Harmonisches Lob Gottes                       | Johann Friedrich Helbig       | 1726/27          | 14. Sonntag nach Trinitatis           | SATB, 2 Ob, 2 Vl, Va, Vc, Bc                |                                                               | Ms. Ff. Mus. 1224                    | RISM ID: 450004508 (fälschlich als 1:1009)                                                       |
| 01:999   | Komm, Geist des Herrn                                |                                               |                               |                  | Pfingstsonntag                        | SATB, 2 Ob, 3 Tr, 2 Vl, Va, Vc, Bc          |                                                               |                                      | RISM ID: 452513294                                                                               |
| 1:1000   | Komm Gnadentau, befeuchte mich                       |                                               |                               |                  | Pfingstsonntag                        | SAATTBBB, 2 Qfl, 3 Tr, Ti, 2 Vl, Va, Bc     |                                                               |                                      |                                                                                                  |
| 1:1001   | Komm heiliger Geist, Herre Gott                      |                                               |                               | 1749/50          | Pfingstsonntag                        | SATB, Qfl, 2 Ob, 4 Tr, Ti, 2 Vl, Va, Vc, Bc |                                                               |                                      | RISM ID: 469066100                                                                               |
| 1:1002   | Komm heiliger Geist, Herre Gott                      | Stolbergischer Jahrgang                       | Gottfried Behrndt             | um 1735          | Pfingstsonntag                        |                                             | [verschollen]                                                 |                                      |                                                                                                  |
| 1:1003   | Kommt alle, die ihr traurig seid                     | Französischer Jahrgang                        | Erdmann Neumeister            | 1714/15          | 3. Sonntag nach Epiphanias            | SATB, 2 Ob, 2 Vl, Va, Vc, Bc                |                                                               | Ms. Ff. Mus. 1220                    | RISM ID: 450004504 RISM ID: 225004686                                                            |
| 1:1004   | Kommt alle, die von so manchem Sündenfalle verwundet | Französischer Jahrgang                        | Erdmann Neumeister            | 1714/15          | 3. Sonntag nach Trinitatis            | SATB, 2 Ob, 2 Vl, 2 Va, Vc, Bc              |                                                               | Ms. Ff. Mus. 1221                    | RISM ID: 450004505 RISM ID: 225004716                                                            |
| 1:1005   | Kommt, Christen, lasst uns Christum fragen           | Brandenburg-Jahrgang                          | Michael Christoph Brandenburg | 1723/24          | 3. Adventssonntag                     | SATB, 2 Vl, Va, Vc, Bc                      |                                                               | Ms. Ff. Mus. 1222                    | RISM ID: 450004506                                                                               |
| 1:1006   | Kommt, die Tafel ist (steht) gedeckt                 |                                               |                               |                  | 2. Sonntag nach Trinitatis            | SATB, 2 Vl, Va, Vc, Bc                      |                                                               | D-Dl Mus.2392-E-532                  | RISM ID: 210000088 RISM ID: 302000307                                                            |
| 1:1007   | Kommt her zu mir alle, die ihr mühselig              |                                               |                               |                  | 2. Sonntag nach Trinitatis            | SATB, 2 Ob, 2 Vl, Va, Vc, Bc                |                                                               | SA 497                               | RISM ID: 469049700                                                                               |
| 1:1008   | Kommt her zu mir alle, die ihr mühselig              | 1. Concertenjahrgang                          | Erdmann Neumeister            | 1719/20          | 2./3. Sonntag nach Trinitatis         | SATB, 2 Ob, 2 Vl, Va, Vc, Bc                |                                                               | Ms. Ff. Mus. 1223                    | RISM ID: 450004507                                                                               |
| 1:1009   | Kommt herzu, lasset uns dem Herrn frohlocken         |                                               |                               |                  | Sonstige Kantaten                     | SATB, 2 Vl, Va, Vc, Bc                      | verschieden von 1:998, im RISM fälschlich damit gleichgesetzt | D-Dl Mus.2392-E-574                  | RISM ID: 210000089                                                                               |
| 1:1009a  | Kommt, ihr aufgeblasnen Seelen                       | Geistliche Arien                              | Johann Friedrich Helbig       | 1727             | 1. Sonntag nach Trinitatis            |                                             | vollständige Kantate siehe 1:345                              |                                      |                                                                                                  |
| 1:1010   | Kommt, ihr Schäflein, lasst euch weiden              | Stolbergischer Jahrgang                       | Gottfried Behrndt             | um 1735          | 2. Sonntag nach Ostern                | SATB, Qfl, 2 Ob, 2 Vl, Va, Vc, Bc           |                                                               | Ms. Ff. Mus. 1225                    | RISM ID: 450004509                                                                               |
| 1:1011   | Kommt, ihr Sünder, kommt heran                       |                                               | Erdmann Neumeister            | 1721/22          | 3. Sonntag nach Trinitatis            |                                             | [verschollen]                                                 |                                      |                                                                                                  |
| 1:1012   | Kommt, lasst uns anbeten und knien und niederfallen  | 1. Lingenscher Jahrgang                       | Hermann Ulrich von Lingen     | 1721/22          | 3. Pfingsttag                         | SATB, 2 Vl, Va, Vc, Bc                      |                                                               | Ms. Ff. Mus. 1226                    | RISM ID: 450004510 RISM ID: 452513152 RISM ID: 454600648 RISM ID: 1001010272 RISM ID: 1001010323 |
| 1:1013   | Kommt und lasst uns Jesum lehren                     |                                               |                               |                  | 18. Sonntag nach Trinitatis           | Bass solo, SATB, 2 Vl, Va, Bc               |                                                               |                                      | RISM ID: 702001249                                                                               |
| 1:1014   | Kommt, verruchte Sodoms-Knechte                      |                                               |                               |                  | 10. Sonntag nach Trinitatis           | SB, 2 Ob, 4 Fg, 2 Vl, Va, Bc                |                                                               |                                      | RISM ID: 469058100                                                                               |
| 1:1014a  | Krache, sinke, morsche Hütte                         | Geistliche Arien                              | Johann Friedrich Helbig       | 1727             | 16. Sonntag nach Trinitatis           | Stimme solo, Vl, Va, Bc                     | vollständige Kantate siehe 1:68                               |                                      |                                                                                                  |
| 1:1014b  | Kräftigs Wort, voll Heil und Leben                   | Geistliche Arien                              | Johann Friedrich Helbig       | 1727             | 12. Sonntag nach Trinitatis           | Stimme solo, Vl, Va, Bc                     | vollständige Kantate siehe 1:1219                             |                                      |                                                                                                  |
| 1:1015   | Kränke dich nur nicht, mein                          | Gottgeheiligte Kirchenmusik                   | Erdmann Neumeister            | 1731/32          | Sonntag nach Weihnachten              |                                             | [verschollen]                                                 |                                      |                                                                                                  |
| 1:1016   | Kreuz, Verfolgung, Blut und Mord                     |                                               |                               | 1721/22          | Sonntag nach Christi Himmelfahrt      |                                             | [verschollen]                                                 |                                      |                                                                                                  |
| 1:1017   | Kündlich groß ist das gottselige Geheimnis           | Italienischer Jahrgang / 1. Concertenjahrgang | Erdmann Neumeister            | 1716/17          | 3. Weihnachtstag                      | SATB, 2 Ob, 2 Vl, Va, Vc, Bc                |                                                               | Ms. Ff. Mus. 1219                    | RISM ID: 450004503                                                                               |
| 1:1018   | Kündlich groß ist das gottselige Geheimnis           |                                               |                               | 1721/22          | 2. Weihnachtstag                      |                                             | [verschollen]                                                 |                                      |                                                                                                  |
| 1:1019   | Kündlich groß ist das gottselige Geheimnis           | Jahrgang ohne Recitativ                       | Johann Friedrich Helbig       | 1724/25          | 1. Weihnachtstag                      | SATB, 2 Ob, 2 Vl, Va, Vc, Bc                |                                                               | Ms. Ff. Mus. 1218 Becker III.2.179/8 | RISM ID: 450004502 RISM ID: 225004596 RISM ID: 702001250                                         |
| 1:1020   | Kündlich groß ist das gottselige Geheimnis           | Ruhe nach geschehener Arbeit                  | Tobias Heinrich Schubart      | 1731/32          | 1. Weihnachtstag                      | SATB, 2 Ob, 3 Tr, Ti, 2 Vl, Va, Vc, Bc      |                                                               | Ms. Ff. Mus. 1217                    | RISM ID: 450004501                                                                               |